# Resurrección (álbum de José Andrëa y Uróboros)
Resurrección es el segundo álbum de estudio de la banda de Hard Rock y Heavy Metal José Andrëa y Uróboros, el cual fue publicado el día 11 de diciembre de 2015 por Rock estatal récords.
Este material posee un sonido más potente al de su primer disco, ya que se aleja del Blues Rock, metiéndose de lleno a un estilo más Hard Rock, hasta escalando por momentos a un sonido de Heavy Metal tradicional, aunque sin ser el fuerte predominante, optando también por canciones con sonido de Power Ballad, siendo un crecimiento musical evidente comparado a su primer trabajo discográfico.

## Lista de canciones
| N.º | Título                             | Duración |  |
| 1.  | «Resurrección»                     | 5:07     |  |
| 2.  | «La mujer lobo»                    | 4:00     |  |
| 3.  | «Para que nunca amanezca»          | 4:06     |  |
| 4.  | «Sobreviviendo»                    | 4:56     |  |
| 5.  | «En mi barrio nadie quiere dormir» | 4:06     |  |
| 6.  | «La torre de cristal»              | 5:16     |  |
| 7.  | «Redención bafda»                  | 5:47     |  |
| 8.  | «Dímelo»                           | 4:28     |  |
| 9.  | «¡Vive!»                           | 3:45     |  |
| 10. | «La salida del Averno»             | 10:46    |  |
| 11. | «Te aullaré»                       | 4:34     |  |
| 12. | «Jeckyll y Hyde»                   | 5:34     |  |

## Intérpretes
- José Andrëa: voz
- Pedro Díaz "Peri": bajo
- Sergio Cisneros "Kiskilla": teclados
- Juan Flores "Chino": guitarra solista
- José Rubio: guitarra rítmica
- Bernardo Ballester: batería